# ریما خاچاطریان
ریما مخیتاری خاچاطریان (ارمنی: Ռիմա Մխիթարի Խաչատրյան؛  زادهٔ ۳ آوریل ۱۹۳۸ - درگذشته ۱۰ آوریل ۲۰۲۰) شیمی‌دان اهل ارمنستان بود.

## زندگی‌نامه
وی در ۳ آوریل ۱۹۳۸ در ایروان به دنیا آمد و از دانشگاه دولتی علوم پرورشی خاچاطور آبوویان ارمنستان فارغ‌التحصیل گشت. همچنین برندهٔ جوایزی همچون نشان پیش‌کسوت کار، نشان آنانیا شیراکاتسی () و آموزگار شایسته جمهوری ارمنستان شده است. وی در ۱۰ آوریل ۲۰۲۰ در سن ۸۲ سالگی در ایروان درگذشت.

## نگارخانه

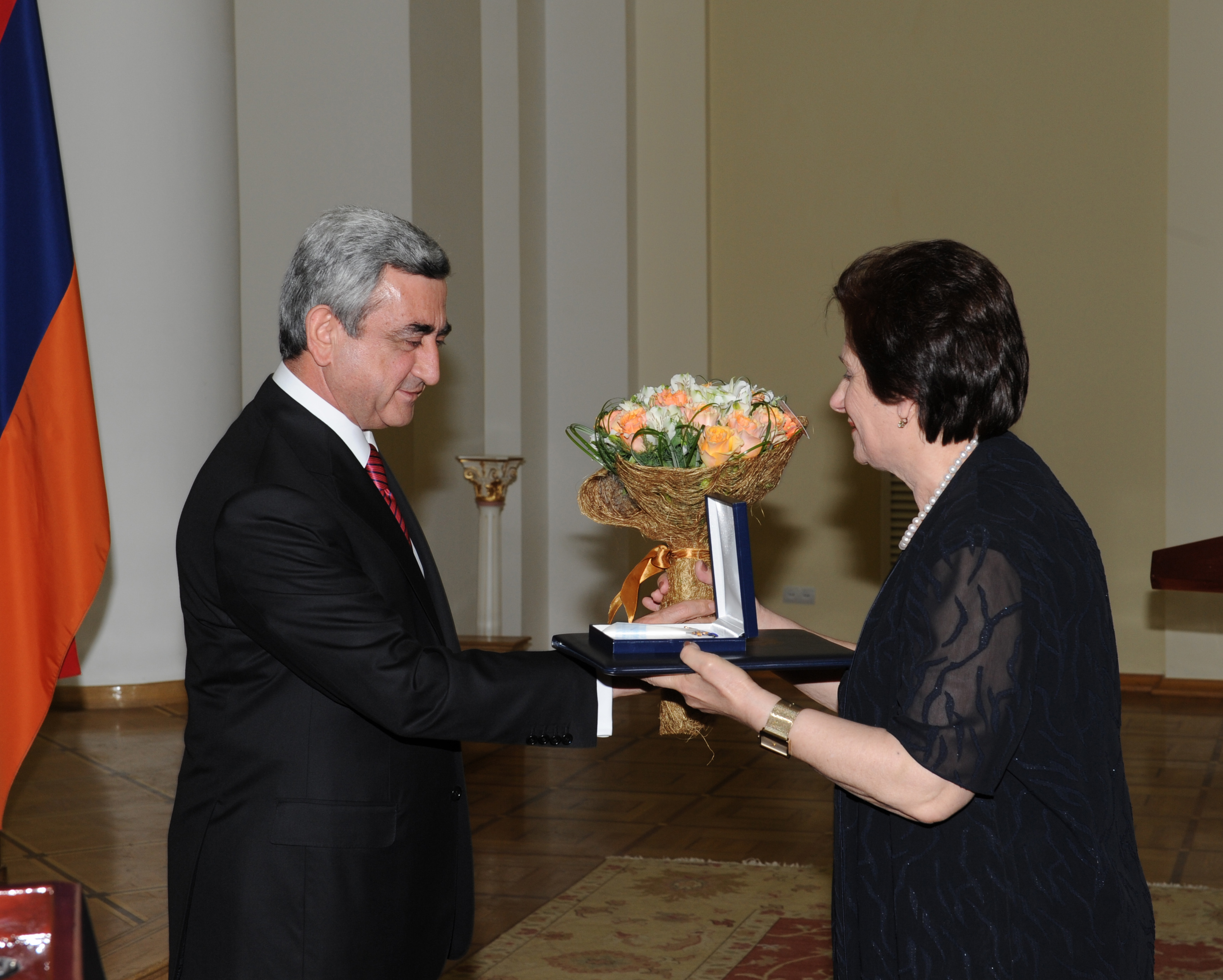
سرژ سارگسیان،  رئیس‌جمهور جمهوری ارمنستان در حال اهدای نشان آنانیا شیراکاتسی به ریما خاچاطریان (۲۷-۰۵-۲۰۰۹)
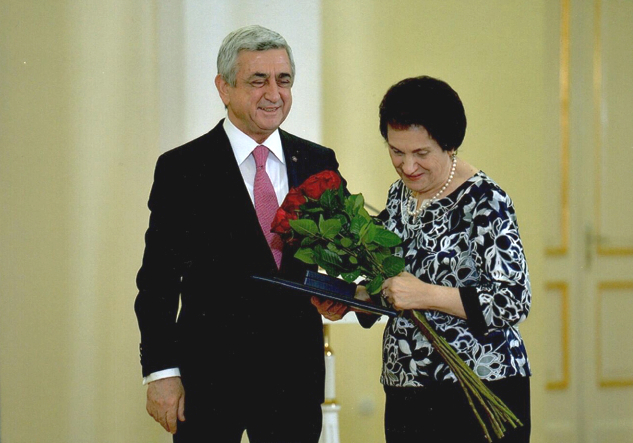
سرژ سارگسیان، رئیس‌جمهور جمهوری ارمنستان در حال اهدای نشان کارشناس آموزشی شایسته جمهوری ارمنستان به ریما خاچاطریان (۲۸-۰۵-۲۰۱۷)